# فرانچسکو کازولا
فرانچسکو کازولا (انگلیسی: Francesco Casolla؛ زادهٔ ۴ آوریل ۱۹۹۲) بازیکن فوتبال اهل ایتالیا است.
از باشگاه‌هایی که در آن بازی کرده‌است می‌توان به باشگاه فوتبال چزنا اشاره کرد.